# جان پتی
جان پتی (به انگلیسی: John Pettit) سناتور سابق عضو حزب دموکرات ایالات متحده آمریکا بود. وی در سال ۱۸۵۳ تا ۱۸۵۵ میلادی سناتور ایالت ایندیانا در سنای ایالات متحده آمریکا بود.